# Diplotaxodon
Diplotaxodon és un gènere de peixos pertanyent a la família dels cíclids que es troba a l'Àfrica oriental: el llac Malawi.

## Taxonomia
- Diplotaxodon aeneus (Turner & Stauffer, 1998)[4]
- Diplotaxodon apogon (Turner & Stauffer, 1998)[4]
- Diplotaxodon argenteus (Trewavas, 1935)[5]
- Diplotaxodon ecclesi (Burgess & Axelrod, 1973)[6]
- Diplotaxodon greenwoodi (Stauffer & McKaye, 1986)[7]
- Diplotaxodon limnothrissa (Turner, 1994)[8]
- Diplotaxodon macrops (Turner & Stauffer, 1998)[4][9][10][11][12][13][14]